# El detective y la muerte
El detective y la muerte  is een Spaanse film uit 1994, geregisseerd door Gonzalo Suárez.

## Verhaal
Het verhaal speelt zich af in een koude, turbulente Noord-Europese stad. De oude en machtige zakenman, bekend als 'G.M.' speelt graag met de levens van anderen, maar heeft niet de controle over zijn eigen naderende dood. Op zijn sterfbed geeft hij zijn dochter, met wie hij een incestueuze relatie heeft, een artefact waarin hij na zijn dood in de vorm van een hologram zal verschijnen. Maar de dochter heeft een andere wens: ze hunkert ernaar haar moeder, de hertogin dood te zien. Vastbesloten zijn dochters wens in vervulling te laten gaan, schakelt hij de 'detective' in.

## Rolverdeling
| Acteur            | Personage     |
| ----------------- | ------------- |
| Javier Bardem     | Detective     |
| Maria de Medeiros | María         |
| Carmelo Gómez     | Hombre Oscuro |
| Héctor Alterio    | G.M.          |
| Charo López       | Duquesa       |

## Ontvangst

### Prijzen en nominaties
Een selectie:
| Jaar | Evenement                     | Categorie                         | Genomineerde            | Resultaat   |
| ---- | ----------------------------- | --------------------------------- | ----------------------- | ----------- |
| 1994 | San Sebastián (42ste editie)  | Zilveren Schelp voor beste acteur | Javier Bardem           | Gewonnen    |
| 1995 | Premios Goya (9de uitreiking) | Beste origineel scenario          | Gonzalo Suárez          | Genomineerd |
| 1995 | Premios Goya (9de uitreiking) | Beste montage                     | José Salcedo            | Genomineerd |
| 1995 | Premios Goya (9de uitreiking) | Beste productiemanager            | José Luis García Arrojo | Genomineerd |
| 1995 | Premios Goya (9de uitreiking) | Beste speciale effecten           | Miroslaw Marchwinski    | Genomineerd |
| 1995 | Premios Goya (9de uitreiking) | Beste filmmuziek                  | Suso Sáiz               | Genomineerd |